# Hexonbasen
Als Hexonbasen werden die drei basischen Aminosäuren Lysin, Arginin und Histidin bezeichnet. Namensgebend sind die sechs Kohlenstoffatome im Molekül. Als Proteinbestandteile liegen alle Hexonbasen in der L-Konfiguration vor. Nach der CIP-Nomenklatur besitzen die proteinogenen Aminosäuren Lysin, Arginin und Histidin jeweils (S)-Konfiguration.  Die Hexonbasen besitzen alle eine primäre Aminogruppe am α-Kohlenstoffatom, direkt neben der Carboxygruppe, sowie zusätzlich eine weitere basische funktionelle Gruppe. Beim Lysin ist das eine zweite Aminogruppe, beim Arginin ein Guanidinyl-Rest und beim Histidin ein Imidazolyl-Rest.
Der Chemiker Albrecht Kossel bekam 1910 vor allem für seine Arbeiten mit diesen Aminosäuren den Nobelpreis für Medizin.

Struktur von L-Lysin
Struktur von L-Arginin
Struktur von L-Histidin